# Hippolyte Gayraud
Pour les articles homonymes, voir Gayraud.
L'abbé Hippolyte Gayraud ou, en religion, Innocent Gayraud, né le 13 août 1856 à Lavit (Tarn-et-Garonne) et mort le 16 décembre 1911 à Bourg-la-Reine (Seine) est un prêtre, théologien et homme politique français catholique-républicain, député du Finistère entre 1897 et 1911, connu pour ses prises de position contre la loi de séparation des Églises et de l'État de 1905. 

## Biographie

### Premières années
Ancien élève des séminaires de Moissac et de Montauban, il entre chez les Dominicains de la province de Toulouse en 1877 au couvent de Saint-Maximin et y reçoit le nom de frère Innocent. 
Après des études au convento de San Esteban de Salamanque puis à Saint-Maximin, devenu docteur en théologie, il enseigne la philosophie scolastique à l'Institut catholique de Toulouse de 1884 à 1893. Marginalisé au sein de sa province du fait de son fort engagement en faveur du Ralliement et de la Question sociale il quitte l'ordre dominicain en 1893 et devient prêtre séculier et missionnaire apostolique. Grâce à ses qualités d'orateur, il est désigné par la hiérarchie catholique pour se présenter à l’élection législative de 1897 afin de succéder à Maurice d'Hulst, député du Finistère décédé. Il  y sera constamment réélu et siégera à la Chambre des députés jusqu'à son décès. 
Comme théologien, il resta toujours fondamentalement fidèle au thomisme de sa formation dominicaine. Il s'opposa à Maurice Blondel et sa série d'articles Histoire et dogme, les lacunes philosophiques de l'exégèse moderne parus dans La Quinzaine de George Fonsegrive en 1904. Blondel mettait en cause dans la Crise moderniste les théologiens classiques, en particulier les thomistes, accusés d'extrinsécisme. Gayraud lui répondit dans La Revue du clergé français en lui reprochant de ruiner les fondements de l'apologétique catholique.

### Élections et mandats de député
Hippolyte Gayraud est pour la première fois élu le 24 janvier 1897 sous l'étiquette « républicain catholique et démocrate chrétien », dans la 3e circonscription de Brest, par 7 326 voix contre 5 976 au comte de Blois, candidat monarchiste, et 146 à M. Loisel. Invalidé à la suite d'une enquête législative, il est réélu le 29 août de la même année par 7 980 voix contre 5 076 à M. de Blois. 
En 1897 en effet, une intense propagande favorisa l'élection comme député de l'abbé Gayraud. Jouve, instituteur à Lanildut, déclara : « On s'est servi du nom du pape dans toute la région. Voter contre l'abbé Gayraud, c'était voter contre le pape. (…) » Il rajouta dans son témoignage que le clergé refusait la communion le jour de Pâques à ceux qui avaient voté contre l'abbé Gayraud. Un négociant de Lanildut fit un témoignage analogue.
Il est réélu, dans la même circonscription et sous la même étiquette aux élections législatives du 8 mai 1898, par 10 077 voix sur 11 466 votants.
Au cours de cette législature, il fait partie de la Commission des enfants indigents. Siégeant en soutane, il prend la parole à plusieurs reprises : sur le budget, la politique générale du gouvernement, l'instruction publique. Il dépose une proposition de loi (rejetée) interdisant l'enseignement par les francs-maçons.

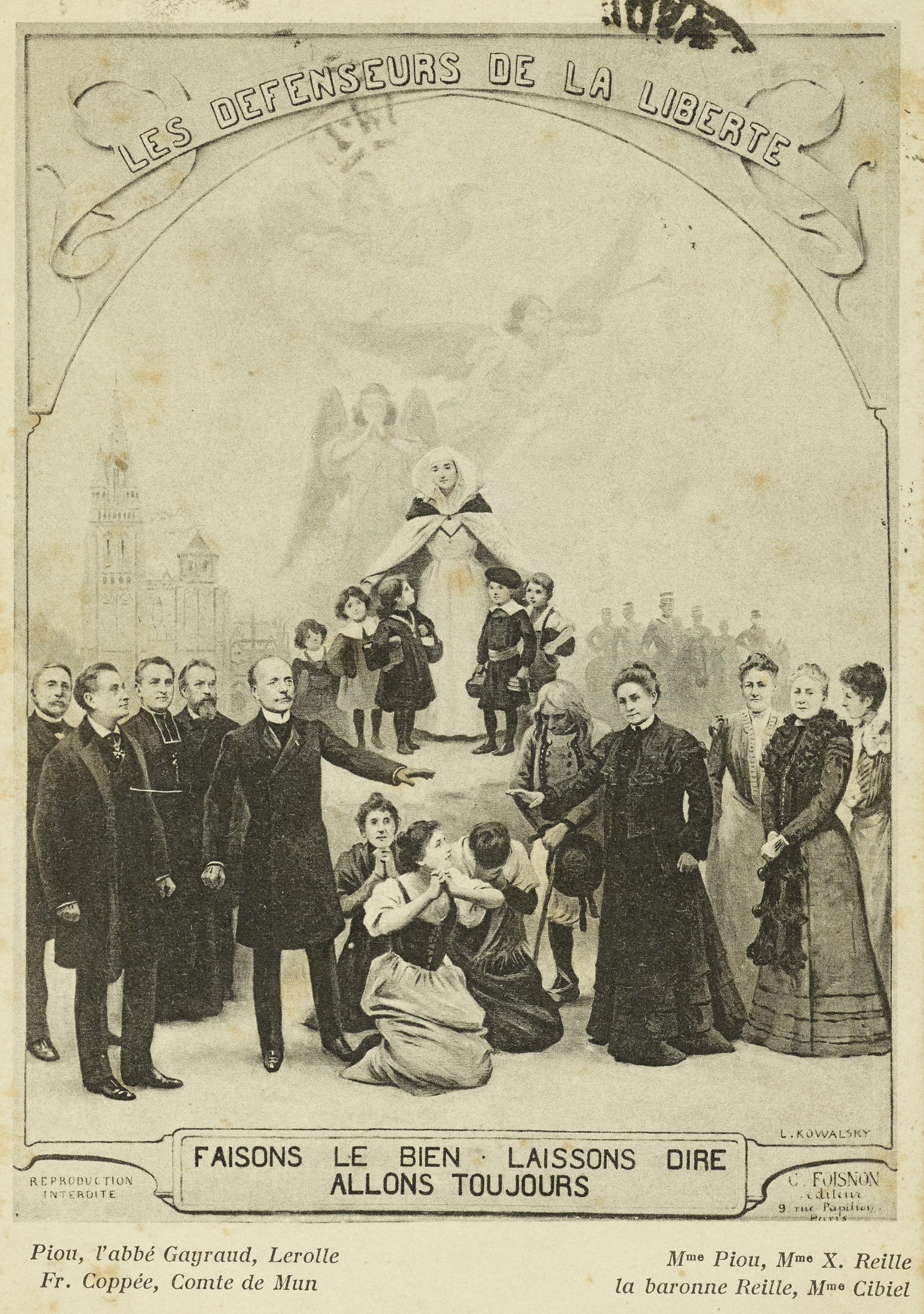
Les défenseurs de la liberté, carte postale reproduisant une affiche de 1903, figurant de gauche à droite « Piou, l'abbé Gayraud, Lerolle, Fr. Coppée, Comte de Mun, Mme Piou, Mme Xavier Reille, la baronne René Reille, Mme Cibiel », Bibliothèque Historique de la Ville de Paris.

Aux élections législatives du 20 juillet 1902, il est réélu au premier tour par 8 671 voix sur 14 380 votants. Il siège dans le groupe de l'Action libérale et entre à la Commission de l'enseignement et des beaux-arts.
Au cours de cette législature marquée par les luttes pour ou contre les projets de loi de séparation des Églises et de l'État, il prend la parole en de multiples occasions et devient le porte-parole du parti religieux au côté d'Albert de Mun, député du Morbihan. Il s'oppose violemment à Émile Combes et à Aristide Briand. Il participe activement en août 1902 à la résistance des Bretons du Léon contre l'expulsion des congrégations religieuses et la fermeture des écoles privées catholiques, par exemple à Saint-Méen et à Ploudaniel. Outre son combat contre cette loi, il prend part à la discussion du projet de loi relatif aux demandes en autorisation formées par les congrégations enseignantes, interpelle le ministre de la Guerre sur les mesures prises par les cercles catholiques militaires, s'oppose au ministre de l'Instruction publique à propos de l'interdiction faite à des ecclésiastiques de se présenter aux concours d'agrégation.
Aux élections du 6 mai 1906, il est réélu par la presque totalité des voix : 11 582 sur 12 786 votants.
Au cours de ce mandat, les thèmes de prédilection de ses interventions restent ceux de la politique religieuse et de l'enseignement : interpellation sur le libre exercice du culte catholique, proposition de loi tendant à dispenser de la taxe d'abonnement les associations formées pour l'exercice du culte au titre de la loi de 1901, discussion du projet de loi tendant à accorder une subvention annuelle à la mission laïque, question écrite concernant les plaintes relatives à certains livres des écoles primaires, participation à la discussion des interpellations sur la neutralité de l'enseignement dans les écoles publiques.
Aux élections du 24 avril 1910, il est de nouveau facilement élu avec 11 007 voix sur 12 633 votants.
Antisémite convaincu, proche d'Édouard Drumont, il présente au Congrès démocrate-chrétien de Lyon en 1896 un rapport sur « les mœurs chrétiennes et la prépondérance juive » où il déclare par exemple : « Je regarde donc comme une sorte d'axiome, à la fois théologique, historique et canonique, que le juif, c'est l'ennemi ».

## Œuvres
- Thomisme et molinisme. Première partie. Critique du molinisme. Réplique au R. P. Théodore de Regnon, 1890.
- Thomisme et molinisme. Seconde partie. Providence et libre arbitre, selon saint Thomas d'Aquin, 1892.
- Le Problème protestant, 1892.
- Saint Thomas et le prédéterminisme, 1895.
- Suggestion mentale et télépathie, essai théorique d'après la doctrine de saint Thomas d'Aquin, 1896.
- L'Antisémitisme de saint Thomas d'Aquin, 1896.
- Questions du jour, politiques, sociales, religieuses, philosophiques, 1897.
- Les Démocrates chrétiens, doctrine et programme, 1899.
- La République et la paix religieuse, 1900.
- La Crise de la foi, ses causes et ses remèdes, 1901.
- Discours prononcé dans la discussion de la loi sur les associations, les 7 et 11 mars 1901, à la Chambre des Députés, 1901.
- Un catholique peut-il être socialiste ?, 1904.
- La Séparation de l'Église et de l'État, conférence populaire faite en décembre 1904, 1905.
- La Loi de séparation et le pape Pie X, 1906.
- La Foi devant la raison, réponse à deux évadés, 1906.

## Téléfilm
Dans La Séparation, téléfilm de 2005 de François Hanss consacré aux débats de la loi de séparation des Églises et de l'État, l'abbé Gayraud est interprété par Claude Rich.